# NGC 1066
NGC 1066 is een elliptisch sterrenstelsel in het sterrenbeeld Driehoek. Het hemelobject werd op 12 september 1784 ontdekt door de Duits-Britse astronoom William Herschel.

## Synoniemen
- PGC 10338
- UGC 2203
- MCG 5-7-42
- ZWG 505.44
- NPM1G +32.0112
- IRAS02407+3217